# Carl Wilhelm von Düben
Carl Wilhelm von Düben (ur. 2 lutego 1724, zm. 29 grudnia 1790) – szwedzki polityk. Był przewodniczącym (kanclerzem) Szwedzkiej Rady Królewskiej od 17 czerwca 1789 do 8 listopada 1790.
Studiował na Uniwersytecie w Uppsali. Pracował w służbie dyplomatycznej króla Adolfa Fryderyka od 1732 głównie podróżując do Rosji.